# 贛民自治促進會
贛民自治促進會，由江西省議會議長龍欽海、副議長胡廷鑾、議員何蘭芳等數十人在上海創立。促進會成員先設通訊處於上海法租界嵩山路44號，隨後正式掛名成立「贛民自治促進會」。此江西流亡省議會是以驅逐陳光遠、楊慶鋆，推倒第三屆江西議會為主要宗旨。出版有《蔡成勳禍贛痛史》，於1924年在上海刊印。